# Rauvolfia macrantha
Rauvolfia macrantha là một loài thực vật có hoa trong họ La bố ma. Loài này được K.Schum. ex Markgr. miêu tả khoa học đầu tiên năm 1924.